# Neuvy (Loir-et-Cher)
Neuvy település Franciaországban, Loir-et-Cher megyében. Lakosainak száma 316 fő (2022. január 1.). Neuvy Bauzy, Bracieux, Chambord, Dhuizon, Thoury és Tour-en-Sologne községekkel határos.

## Népesség
A település népességének változása:
| Lakosok száma | 329  | 279  | 288  | 321  | 317  | 314  | 319  | 322  | 321  | 316  |
|               | 1968 | 1982 | 1990 | 2006 | 2013 | 2015 | 2017 | 2019 | 2020 | 2022 |